# L'Olimpiade (Vivaldi)
Pour les articles homonymes, voir L'Olimpiade (homonymie).
L’Olimpiade est un opera seria (ou dramma per musica) en trois actes composé par Antonio Vivaldi.
Le livret, en italien, est de Pietro Metastasio (Métastase) qui l'a écrit à l'origine pour l'opéra d'Antonio Caldara (1733), opéra portant le même titre.
L'ouvrage de Vivaldi a été créé à Venise au Teatro Sant'Angelo le 17 février 1734. Le même livret a été plus tard mis en musique par plus de 60 autres compositeurs, à partir de Pergolèse en 1735

## Argument
Licida est amoureux d'Aristea, dont la main doit être offerte au vainqueur des jeux olympiques par son père, le roi Clistene. Il demande à son ami Megacle, athlète hors pair, à qui il a autrefois sauvé la vie, de concourir en son nom pour s'assurer la victoire. Megacle réalise alors que l'enjeu est en fait la femme qu'il aime et qui l'aime.
Licida, autrefois fiancé à la princesse Argene de Crète, ignore que Megacle et Aristaea s'aiment déjà, et il parle ensuite du prix à son ami. Aristaea et Megacle se saluent avec amour, mais Megacle se sent désormais lié par sa promesse de concourir sous le nom de Licida. Pendant ce temps, Argene arrive à Olympie déguisé en bergère, pour reconquérir Licida.
Acte 2
Megacle remporte la victoire aux jeux, avoue la vérité à Aristea et s'en va, le cœur brisé. Lorsque Licida vient la réclamer, Aristea lui fait des reproches, tout comme Argene déguisé, à son grand désarroi. Amintas tuteur de Licida, rapporte que Megacle s'est noyé. Le roi Clistene, informé de la tromperie, bannit Licida.
Acte 3
Argene empêche Aristea, désespérée, de se suicider, Megacle est sauvé par un pêcheur et Licida envisage l'assassinat du roi. Aristea implore la miséricorde pour Licida et Argene s'offre à sa place ; comme preuve qu'elle est une princesse, elle montre à Clistene une chaîne que Licida lui a offerte. Il le reconnaît comme appartenant à son fils, abandonné dès l'enfance pour anticiper la prophétie selon laquelle il tuerait son père. Licida, réintégré, accepte Argene, laissant sa sœur à Megacle

## Rôles, tessitures et interprètes de la Première
| Rôles                                                                            | Voice type                                       | Premiere cast 17 February 1734 |
| -------------------------------------------------------------------------------- | ------------------------------------------------ | ------------------------------ |
| Clistene, roi de Sicione                                                         | ténor                                            | Marc'Antonio Mareschi          |
| Aristea, sa fille, amoureuse de Megacle                                          | mezzo-soprano                                    | Anna Cattarina della Parte     |
| Argene, crétoise déguisée en bergère sous le nom de Licori, amoureuse de Licida  | mezzo-soprano                                    | Marta Arrigoni                 |
| Megacle, amoureux d'Aristea, ami de Licida                                       | soprano ou castrat ou mezzo-soprano              | Francesco Bilanzoni            |
| Licida, supposé être le fils du roi de Crète, amoureux d'Aristea, ami de Megacle | contre-ténor ou mezzo-soprano (rôle de travesti) | Angela Zanucchi                |
| Aminta, précepteur de Licida                                                     | soprano ou castrat                               | Marianino Nicolini             |
| Alcandro, ami de Clistene                                                        | basse                                            | Massimiliano Miller            |